# اسطفان باسيلي
اسطفان بك باسيلى (1900 - يوليو 1990) محامي وعضو مجلس النواب المصري في الخمسينات وعضو الهيئة العليا لحزب الوفد، ووكيل نقابة المحامين منذ عام 1949 حتي عام 1986، وعضو ومؤسس لاتحاد المحامين العرب، وعضو المجلس الملي للأقباط الأرثوذكس.
التحق فور تخرجه من مدرسة الحقوق عام 1925 بمكتب خاله المحامي مرقص باشا فهمي، وتدرب علي يديه لمدة أربع سنوات ثم استقل بمكتب في نفس المبنى (عمارة التأمين بميدان مصطفى كامل في شارع قصر النيل بوسط القاهرة).
وفي عام 1942، انتخب بمجلس نقابة المحامين، وبقي عضوًا إلي أن انتخب وكيلاً للنقابة عام 1949، وتكرر انتخابه مرات متتالية حتي عام 1986. وفي منحه الملك فاروق رتبة البكاوية بمناسبة انتهاء عهد المحاكم المختلطة عام 1950.
انتخب عضوًا في مجلس النواب عام 1949، وحضر عدة موتمرات برلمانية في الخارج، حتي نهاية خدمته النيابية عام 1986. ويعد باسيلي أول من شارك في تأسيس اتحاد المحامين العرب عام 1949، ومنذ ذلك التاريخ حتي وفاته عام 1990 وهو عضو في المكتب الدائم لاتحاد المحامين العرب.
كما انتخب عضوًا في المجلس الملي العام للأقباط الأرثوذكس حتي وفاته عام 1990، وعيّن بقرار جمهوري كعضو في الهيئة العامة لإدارة أوقاف الأقباط حتي وفاته عام 1990، وهو عضو نادي روتاري القاهرة منذ عام 1945، ورئيسه بين عامي 1970-1971 وبقي عضو عامل حتي وفاته عام 1990.
قدم باسيلي للبرلمان عام 1951 ثلاثة مشروعات قوانين تسمح بمعاقبة الصحف بالإلغاء والتعطيل الإداري وتسريع إجراءات محاكمة الصحفيين، ومعاقبة كل من يقوم بالنشر بدون مستند رسمي، ولكن الصحفيون اعتبروها تقيد لحرية الصحافة.
لباسيلي من الأبناء خمسة أبناء وبنت واحدة.